# Streptocephalus jakubskii
Streptocephalus jakubskii är en kräftdjursart som beskrevs av Grochmalicki 1921. Streptocephalus jakubskii ingår i släktet Streptocephalus och familjen Streptocephalidae. Inga underarter finns listade i Catalogue of Life.